# 聖安東尼奧洛斯蘭喬斯
聖安東尼奧洛斯蘭喬斯（西班牙語：San Antonio Los Ranchos），是薩爾瓦多的城鎮，位於該國西北部，由查拉特南戈省負責管轄，面積11.21平方公里，海拔高度641米，2007年人口1,619，人口密度每平方公里144.42人。
14°0′N 88°54′W / 14.000°N 88.900°W